# 부산광역시의 지방조직 변천
부산광역시의 지방조직은 현재 부산광역시 일원을 포함하는 지역의 지방 행정조직 체계를 말한다. 여기서 기술하는 영역은 부산광역시의 시역으로 한정하며, 시간상 삼한시대에서 현재에 이르는 시기로 한다.

## 삼한시대
영도 동삼동이나 진구 전포동 등의 조개무지에서 확인할 수 있듯, 부산 지역에 사람이 무리지어 살기 시작한 것은 신석기시대 정도의 옛 일이다. 그러나 부산 지역에 사람들이 무리지어 살기 시작한 이래 어떤 조직이 갖추어져 이름하게 된 것은 삼한시대 이후의 일로 볼 수 있다. 이는 당시의 사서(史書)에 기록된 지명에서 확인할 수 있다.

### 거칠산국
삼한시대에 부산 지역은 변한 지역에 속하는 지역이었다. 변한은 지금의 경상북도 일부 지역과 경상남도 지역을 아우르는 곳이었는데, 남쪽으로는 바다를 접하고 서쪽은 마한, 동쪽은 진한에 접해 있었다. 변한은 12개의 작은 나라로 이루어져 있었으며, 부산 지역은 이들 소국 중 《독로국》(瀆盧國) 지역으로 볼 수 있다.
독로국이 어느 지역을 말하는 곳인가 하는 점에 있어서는 ‘부산’ 지역을 가리킨다는 설과 ‘거제’ 지역을 가리킨다는 설 두 가지가 있는데, 일반적으로 독로국은 부산 동래 지역을 가리키는 말이라는 설이 지배적이다. 후한서인 《삼국지》 위서 30권 동이전 중 변한에 나오는 《독로국》은 《삼국사기》에서 《거칠산국》(居漆山國)으로 칭하고 있는 나라의 중국식 표기인 것으로 생각된다.
거칠산국은 거친산, 즉 황령산 부근을 가리키는 말이므로 부산 동래 지역이라는 것이다. 지금 동래에 칠산동이라는 지명이 남아있다는 점이나 동래 복천동 등에 남아 있는 고분군, '독로'가 '동래'로 음전(音傳)되었을 것으로 추정한다는 점이 이러한 주장을 뒷받침한다.
〈거칠산국〉의 경우 《삼국사기》에 등장하는 지명으로, 부산 지역을 가리키는 말로 되어 있다. 보다 정확히는 황령산에서 서면, 동래를 아우르는 지역을 가리키는 것일텐데, 이는 황령산의 황(荒, 거칠다)자와 령(嶺, 재)자가 '거칠산'이라는 의미와 통한다는 점과 거칠산국과 경계를 함께하던 가락국이 서면 근처까지 세력을 띠고 있었다는 점, 동래 복천동 고분군에서 가야시대의 문화재가 발굴되었다는 점 등이 이를 뒷받침한다. 그렇다면 삼한시대 부산 지역은 일부가 가락국에, 또 남은 대부분이 거칠산국에 포함되고 있었음을 알 수 있다.

### 장산국

#### 장산국의 건국신화
아득한 옛날, 고씨들이 장산 기슭 장자벌에서 마을을 이루어 살고 있었는데 이 마을에는 고선옥(高仙玉)이라는 처녀가 홀어머니와 함께 토막집에서 살고 있었다. 어느 여름날 소나기가 그치자 먼 하늘에서 선인이 영롱한 무지개를 타고 마을로 내려왔다. 선인은 바람을 타고 풍겨오는 봄 향기에 이끌려 고선옥의 토막집을 찾았다. 선인이 냉수를 청하자 고선옥은 얼굴을 돌려 그를 외면하며 물을 떠 주었고, 선인은 물그릇을 거울삼아 외면한 처녀의 얼굴에 비추어 보았다. 선인은 선녀보다 아름답고 옥처럼 빛나는 고선옥의 모습에 매혹되었다.
이들은 곧 마을 사람들의 축복을 받으며 혼인하였고 세월이 흘러 이들 사이에 난 아들 열 명과 딸 열 명이 장성아여 모두 스무 곳의 마을에 흩어져 살았다. 이들은 저마다 안씨, 정씨, 박씨, 이씨, 김씨, 최씨로 창성하여 그 마을을 다스렸다. 선인은 마을에 토성을 쌓아 그 씨족들을 다스리는 대족장이 되었지만 회혼 때가 되자 옥황상제의 부름을 받고 하늘로 등천하였다. 그 때부터 고선옥은 고씨족을 다스리는 고씨 할매가 되었다.
고씨 할매는 아들, 딸들을 순산하였던 제왕반에 제단을 차려놓고 날마다 옥황상제께 선인의 하강을 간절히 빌었으며, 외가리 절에 가서 불공도 드렸다. 산정에 있는 큰 바위에 올라가 하늘을 바라보며 선인의 하강을 기다리던 고씨 할매는 어느 날 그 바위 밑에서 선인을 기다리다 지쳐 숨을 거두었다. 스무 곳 마을에 있더 아들과 딸들은 고씨 할매가 돌아가셨다는 소식을 듣고 모두 그 씨족들을 이끌고 와서, 바위를 다듬어 상여를 만들고(상여바위) 정상에 큰 묘를 만들어 안장하였다. 아직도 해운대에는 제왕반 바위, 상여 바위, 염감할매 바위와 고씨 할매 묘의 모습을 찾아볼 수 있다.
이후 마을 사람들은 고씨 할매를 고을의 질병으로부터 지켜주는 수호신으로 모시면서 사당을 지어 제사를 지내게 되었으며, 지금도 이 마을 주민들은 마을 뒷산에 사당을 세우고 매년 정월 보름날에 고당 할머니 제사를 지내고 있다.
제사를 지낼 때는 마을에서 가장 깨끗하고 신망있는 부부를 택하여 제관으로 삼으며, 제관은 궂은 일을 보지 않고 제수를 흥정 없이 값대로 치러 마련한다. 제관은 당일에 냉수욕을 한 뒤, 마을에 살고 있는 각 성씨 이름을 봉송하면서 국태민안(國泰民安)을 기원하고 재앙과 질병이 없도록 시주종이를 불살라 빌며 제사를 치르게 된다.
또 다른 풍습으로, 마을 사람들은 들에서 식사를 할 때 반드시 첫 숟가락에 밥을 떠서 '고씨례'라고 고씨 할매에게 예를 올렸다. 그래야만 식후에 탈이 없다는 것이다. 더불어 아들이 없는 부인이 제왕반에 가서 촛불 켜고 기도한 후 외가리 절에 가서 불공을 드리면 옥동자를 낳고, 영감할매 바위에 가서 기도를 드리면 부부의 정이 좋아진다는 이야기도 전해져 내려오고 있다.

-천년의 향기, 해운대 이야기- (해운대구청에서 발간한 해운대 역사책)

한편, 거칠산국 외에 《삼국유사》와 《동국여지승람》에는 〈장산국〉과 〈내산국〉이라는 지명이 등장한다. 《동국여지승람》의 경우 '동래의 동쪽 십리 지점에 장산국의 옛터가 있다'라고 기술하고 있으며, '옛 장산국은 내산국(萊山國)으로, 삼십 병이 가락국을 쳤다.'라는 식으로 기록되어 있다. 이 기록에 따르면 동래 동쪽 십리 정도의 지점, 곧 재송동 근처가 옛 장산국의 터였으리라 추측해볼 수 있다.
물론 삼국지 위서 동이전에 등장하는 〈독로국〉이나 《삼국사기》에 등장하는 〈거칠산국〉, 혹은 《삼국유사》, 《동국여지승람》 등에 등장하는 〈장산국〉(萇山國), 또는 〈내산국〉(萊山國) 등의 부족국가는 분명 삼한시대, 부산 지역에 존재하고 있었을 것으로 추정된다. 그러나 이들이 모두 같은 부족국가를 이르는 말인지, 다들 다른 국가를 이르는 것인지는 아직까지 확인되지 않고 있다.
정리하자면, 옛 부산 지역에는 하나 이상의 부족국가가 있었을 것으로 예상되는데 개괄적으로 거칠산국이 황령산, 동래, 서면 근처를 말하고 서면부터는 김해 가락국의 영역, 재송동 근처는 장산국(내산국)의 영역임을 알 수 있다.
- 삼한시대의 부산
  - 거칠산국 : 동래구, 남구 등지
  - 장산국(내산국) : 장산, 해운대구 등지
  - 가락국 : 서면, 남포동 등지

## 삼국시대
삼국시대에 부산은 신라의 영역에 속하는 지역이었다. 신라시대 초기, 가야 소국의 지배를 받고 있던 부산 지역은 신라가 가야 소국을 차례로 복속시키면서 신라의 영역으로 들어가게 되었던 것이다. 동남쪽에 치우친 부산 지역의 입지 탓에 부산은 신라가 사라지는 날까지 계속해서 신라의 영역 안에 존재하게 되었다. 신라시대에는 별다른 행정구역의 개편 없이 고르게 부산 전 지역이 한 행정구역 안에 존재하였다.

### 거칠산군
초기 신라는 가야의 소국이었던 거칠산국(居漆山國)을 쳐 복속시켰다. 따라서 신라는 부산 동래지역을 다스리기 위해 거칠산군을 설치하게 되었다. 거칠산군은 757년(경덕왕 16년)에 다른 지역의 지명을 한자식으로 고치고, 9주 5소경 제도를 시행할 때 양주 동래군으로 고치게 된다. 양주는 지금의 양산 지역으로, 신라 전국(全國)을 아홉 주로 나누었을 때 강주(지금의 진주)와 함께 경상남도 지역을 관할하던 행정구역명이다.

### 대증현
신라시대에는 속현 제도가 있었다. 행정구역의 하나이던 현을 두되, 주현과 속현으로 나누어 주현에만 지방관을 파견했던 것이다. 이런 상황에서 신라는 지금의 당감동 주변을 대증현(大甑縣)으로 하고, 대증현을 주현이던 거칠산군의 속현으로 두었다. 대증현은 757년(경덕왕 16년) 동평현(東平縣)으로 고쳐졌으며 양주 동래군의 속현으로 하였다. 대증현의 범위는 대개 당감동 주변에서 사상구와 북구 지역을 아우르는 지역이었다.

### 갑화양곡현
갑화양곡현은 지금의 기장군 지역을 이르는 행정구역이었다. 삼한시대 거칠산국의 갑화양곡으로 불렸던 기장은, 신라에 복속되어 거칠산군이 되면서 거칠산군 갑화양곡현이 되었다. 갑화양곡현은 거칠산군이 양주 동래군이 되면서 기장현이 되었고, 동래군을 영현으로 한 속현이 되었다.

### 금관군
부산의 서면 일대는 삼한시대 가락국에 속하던 지역이었다. 이후 신라가 가락국을 복속하면서 가락국 지역에는 금관군을 설치하였는데, 서면 일대는 금관군에 속하게 되었다. 금관군은 이후 거칠산군이 동래군이 될 적에 김해경이 되었으며 서면 뿐만 아니라 구포 지역도 김해경에 속하게 되었다.
- 삼국시대의 부산
  - 거칠산군 / 동래군 : 동래구, 남구 등지 (대증현과 갑화양곡현의 영현)
  - 대증현 / 동평현 : 당감동, 사상구, 북구 등지 (거칠산군의 속현)
  - 갑화양곡현 / 기장현 : 기장군 지역 (거칠산군의 속현)
  - 금관군 : 서면, 구포 등지

## 정리
| 부산광역시 시역의 행정구역 변천 |        |                    |                    |                       |                      |
| 시기                            | 시기   | 부산 지역          | 동래 지역          | 사상 지역             | 기장 지역            |
| 신라시대                        | 6세기  | 거칠산군           | 거칠산군           | 거칠산군 대증현       | 거칠산군 갑화양곡현  |
| 신라시대                        | 757년  | 양주 동래군        | 양주 동래군        | 양주 동래군 동평현    | 양주 동래군 기장현   |
| 고려시대                        | 995년  | 영동도 울주 동래현 | 영동도 울주 동래현 | 영동도 양주 동평현    | 영동도 양주 기장현   |
| 고려시대                        | 1018년 | 경상도 울주 동래현 | 경상도 울주 동래현 | 경상도 양주 동평현    | 경상도 울주 기장현   |
| 고려시대                        | 1021년 | 경상도 울주 동래현 | 경상도 울주 동래현 | 경상도 양산군 동평현  | 경상도 울주 기장현   |
| 고려시대                        | 1304년 | 경상도 울주 동래현 | 경상도 울주 동래현 | 경상도 양산군 동평현  | 경상도 양산군 기장현 |
| 고려시대                        | 1391년 | 경상도 울주 동래현 | 경상도 울주 동래현 | 경상도 양산군 동평현  | 경상도 기장군        |
| 조선시대                        | 1394년 | 경상도 울주 동래현 | 경상도 울주 동래현 | 경상도 양산군 동평현  | 경상도 기장현        |
| 조선시대                        | 1405년 | 경상도 동래현      | 경상도 동래현      | 경상도 동래현(동평현) | 경상도 기장현        |
| 조선시대                        | 1409년 | 경상도 동래현      | 경상도 동래현      | 경상도 양산군 동평현  | 경상도 기장현        |
| 조선시대                        | 1428년 | 경상도 동래현      | 경상도 동래현      | 경상도 동래현         | 경상도 기장현        |
| 조선시대                        | 1547년 | 경상도 동래도호부  | 경상도 동래도호부  | 경상도 동래도호부     | 경상도 기장현        |
| 조선시대                        | 1592년 | 경상도 동래현      | 경상도 동래현      | 경상도 동래현         | 경상도 기장현        |
| 조선시대                        | 1599년 | 경상도 동래도호부  | 경상도 동래도호부  | 경상도 동래도호부     | 경상도 동래도호부    |
| 조선시대                        | 1617년 | 경상도 동래도호부  | 경상도 동래도호부  | 경상도 동래도호부     | 경상도 기장현        |
| 조선시대                        | 1895년 | 동래관찰부 동래군  | 동래관찰부 동래군  | 동래관찰부 동래군     | 동래관찰부 기장군    |
| 조선시대                        | 1896년 | 경상남도 동래부    | 경상남도 동래부    | 경상남도 동래부       | 경상남도 기장군      |
| 조선시대                        | 1903년 | 경상남도 동래군    | 경상남도 동래군    | 경상남도 동래군       | 경상남도 기장군      |
| 조선시대                        | 1906년 | 경상남도 동래부    | 경상남도 동래부    | 경상남도 동래부       | 경상남도 기장군      |
| 일제강점기                      | 1910년 | 경상남도 부산부    | 경상남도 부산부    | 경상남도 부산부       | 경상남도 기장군      |
| 일제강점기                      | 1914년 | 경상남도 부산부    | 경상남도 동래군    | 경상남도 동래군       | 경상남도 동래군      |
| 대한민국                        | 1949년 | 경상남도 부산시    | 경상남도 동래군    | 경상남도 동래군       | 경상남도 동래군      |
| 대한민국                        | 1963년 | 부산직할시         | 부산직할시         | 부산직할시            | 경상남도 동래군      |
| 대한민국                        | 1973년 | 부산직할시         | 부산직할시         | 부산직할시            | 경상남도 양산군      |
| 대한민국                        | 1995년 | 부산광역시         | 부산광역시         | 부산광역시            | 부산광역시 기장군    |

- 부산 지역은 현재 남포동, 하단 등 구시가지를 의미한다.
- 동래 지역은 현재 동래, 온천장 등 동래 지역을 의미한다.
- 사상 지역은 현재 당감동, 사상 등 부산진구 일부와 사상구, 북구 등지를 의미한다.
- 기장 지역은 현재 기장군 등지를 의미한다.

- 위의 지역 구분은 거점 지역을 중심으로 한 구분으로, 일부 지역은 다른 행정구역에 포함되기도 하였다.

## 같이 보기
- 부산광역시
- 부산광역시의 역사

## 참고 문헌
- 김부식 (1145), 《삼국사기》 〈잡지제삼 지리일(雜志第三 地理一)〉 동래군(東萊郡) 조(條)